# John O'Sullivan (ingénieur)
 (août 2019).
Si vous disposez d'ouvrages ou d'articles de référence ou si vous connaissez des sites web de qualité traitant du thème abordé ici, merci de compléter l'article en donnant les références utiles à sa vérifiabilité et en les liant à la section « Notes et références ».
Cet article concerne l'ingénieur australien. Pour le journaliste et homme politique américain, voir John O'Sullivan.
Pour les articles homonymes, voir O'Sullivan.
John O'Sullivan, est un ingénieur électricien australien dont les travaux d'application de la transformation de Fourier à la radioastronomie ont conduit à son invention avec des collègues d'une technologie de base qui a rendu rapide et fiable le réseau local sans fil. Cette technologie a été brevetée en 1994 par le CSIRO et fait partie des standards Wi-Fi 802.11a, 802.11g et 802.11n. O'Sullivan est également à l'origine de l'invention du Wi-Fi.
En 2009, O'Sullivan a reçu la médaille du président du CSIRO et le prix du Premier ministre australien pour la science.
Il travaille actuellement[évasif] à la conception du télescope australien Australian Square Kilometre Array Pathfinder, un pas en avant vers le futur télescope Square Kilometre Array.